# スキピオ家

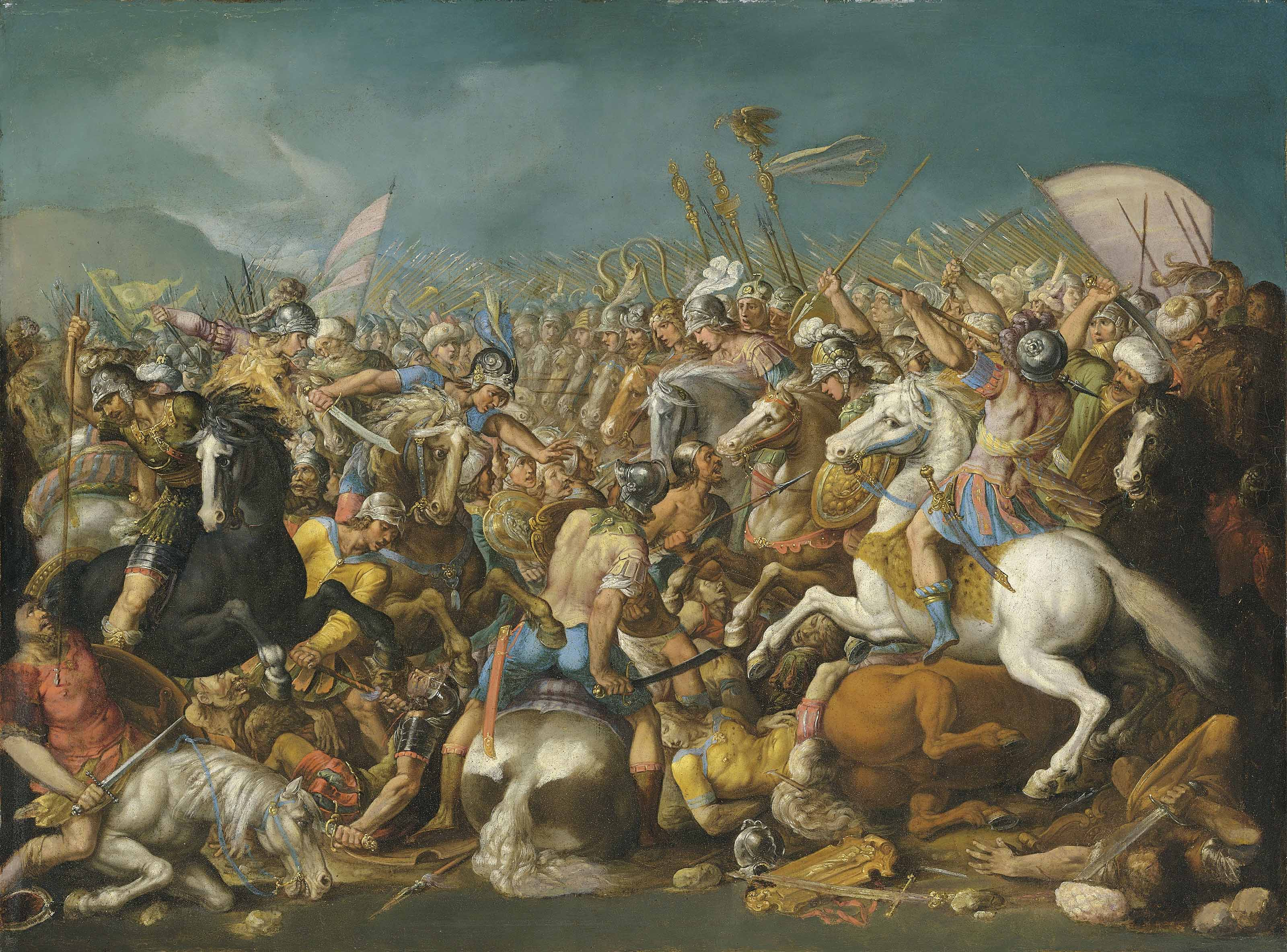
『ハンニバルとスキピオ・アフリカヌス』ベルナルディーノ・チェザーリ

スキピオ家（スキピオけ、Scipiones）は、古代ローマの家族名のひとつ。コルネリウス氏族に属するパトリキ系の家門で、最も有名な家門として知られている。特に共和政ローマ中期、ポエニ戦争の際には多くの有能な人材を輩出した。紀元前3世紀にまで遡るスキピオ家の墓の石碑は1780年に再発見され、共和政ローマにおける重要な資料として、最初期のラテン語の文献資料としても重要視されている。また、イタリア国歌マメーリの賛歌にも歌われている。

## メンバー
- プブリウス・コルネリウス・スキピオ：紀元前395年の執政武官[1]。歴史に最初に現れるスキピオ家の人物
  - プブリウス・コルネリウス・スキピオ：紀元前340年のケンソル（監察官）[2]
  - ルキウス・コルネリウス・スキピオ (紀元前350年の執政官)[3]：スキピオ家最初のコンスル（執政官）
    - グナエウス・コルネリウス・スキピオ
      - ルキウス・コルネリウス・スキピオ・バルバトゥス：紀元前298年の執政官[4]
        - グナエウス・コルネリウス・スキピオ・アシナ：紀元前260年[5]と紀元前254年の執政官[6]。バルバトゥスの年長の息子
          - プブリウス・コルネリウス・スキピオ・アシナ：紀元前221年の執政官[7]

        - ルキウス・コルネリウス・スキピオ (紀元前259年の執政官)[8]：バルバトゥスの下の息子
          - グナエウス・コルネリウス・スキピオ・カルウス：紀元前222年の執政官[9]
            - コルネリア
            - プブリウス・コルネリウス・スキピオ・ナシカ：紀元前191年の執政官[10]。カウルスの息子
              - プブリウス・コルネリウス・スキピオ・ナシカ・コルクルム：紀元前162年[11]と紀元前155年の執政官[12]。ナシカの息子
                - プブリウス・コルネリウス・スキピオ・ナシカ・セラピオ：紀元前138年の執政官[13]。コルクルムの子で、大スキピオの母方の孫
                  - プブリウス・コルネリウス・スキピオ・ナシカ・セラピオ (紀元前111年の執政官)[14]：紀元前138年の執政官セラピオの子
                    - プブリウス・コルネリウス・スキピオ・ナシカ：紀元前93年のプラエトル[15]。紀元前111年の執政官セラピオの子
                      - クィントゥス・カエキリウス・メテッルス・ピウス・スキピオ・ナシカ：紀元前52年の執政官[16]。紀元前111年の執政官セラピオの実の孫。最後に活躍した「スキピオ」
                        - コルネリア

                      - ルキウス・リキニウス・クラッスス・スキピオ

            - グナエウス・コルネリウス・スキピオ・ヒスパッルス：紀元前176年の執政官[17]。カウルスの息子
              - グナエウス・コルネリウス・スキピオ・ヒスパヌス：紀元前141年ごろにアエディリス[18]、紀元前139年にプラエトル・ペレグリヌス[19]
                - グナエウス・コルネリウス・スキピオ：紀元前109年頃のプラエトル[20]

          - プブリウス・コルネリウス・スキピオ：紀元前218年の執政官[21]。紀元前259年の執政官の息子
            - プブリウス・コルネリウス・スキピオ・アフリカヌス（大スキピオ）：紀元前205年の執政官[22]。紀元前218年の執政官の子。第2次ポエニ戦争の英雄
              - プブリウス・コルネリウス・スキピオ (アフリカヌスの子)：紀元前180年からのアウグル[23]
                - プブリウス・コルネリウス・スキピオ・アエミリアヌス（小スキピオ）：紀元前134年の執政官[24]。第3次ポエニ戦争の英雄

              - ルキウス・コルネリウス・スキピオ：紀元前174年のプラエトル・ペレグリヌス[25]
              - コルネリア：スキピオ・ナシカ・コルクルムの妻
              - コルネリア・アフリカナ：ティベリウス・センプロニウス・グラックス・マイヨルの妻[26]

            - ルキウス・コルネリウス・スキピオ・アシアティクス：紀元前190年の執政官[27]。大スキピオの弟。アシアゲヌスとも
              - ルキウス・コルネリウス・スキピオ：紀元前168年のトリブヌス・ミリトゥム[28]
                - コルネリウス・スキピオ・アシアゲヌス・コマトゥス
                - ルキウス・コルネリウス・スキピオ
                  - ルキウス・コルネリウス・スキピオ・アシアティクス (紀元前83年の執政官)[29]：紀元前190年の執政官のひ孫
                    - ルキウス・コルネリウス・スキピオ
                    - コルネリア

### その他
- グナエウス・コルネリウス・スキピオ・バルバトゥス：紀元前304年からの最高神祇官[30]
- グナエウス・コルネリウス・スキピオ：紀元前218年の植民市建設三人委員[31]
- グナエウス・コルネリウス・スキピオ：紀元前177年のプラエトル？[32]
- マルクス・コルネリウス・スキピオ・マルギネンシス：紀元前176年のプラエトル[17]
- コルネリウス・スキピオ：紀元前77年のレガトゥス[33]
- プブリウス・コルネリウス・スキピオ：紀元前35年の補充執政官[34]
- プブリウス・コルネリウス・スキピオ：紀元前2世紀のフラメン・ディアリス[35]